# Balsareny (kommunhuvudort)
Balsareny är en kommunhuvudort i Spanien.   Den ligger i provinsen Província de Barcelona och regionen Katalonien, i den östra delen av landet, 500 km öster om huvudstaden Madrid. Balsareny ligger 336 meter över havet och antalet invånare är 3 233.
Terrängen runt Balsareny är huvudsakligen kuperad, men den allra närmaste omgivningen är platt. Balsareny ligger nere i en dal. Runt Balsareny är det ganska tätbefolkat, med 54 invånare per kvadratkilometer. Närmaste större samhälle är Manresa, 15,5 km söder om Balsareny. 